# بيدرو لوبيز
بيدرو لوبيز (بالإسبانية: Pedro Ricardo López)‏ (1 يناير 1912 إدارة فالي ديل كاوكا كولومبيا - 17 يونيو 2006) هو لاعب كرة قدم كولومبي سابق كان يلعب كمدافع.